# William Bagley (cầu thủ bóng đá)
William Bagley, là một cựu cầu thủ bóng đá, sinh ra ở Wolverhampton, thi đấu ở vị trí inside left cho Newport County và Portsmouth.